# Keansburg
Keansburg ist eine Gemeinde (borough) innerhalb des Monmouth County im Bundesstaat New Jersey in den Vereinigten Staaten. Das U.S. Census Bureau ermittelte bei der Volkszählung 2020 eine Einwohnerzahl von 9755.

## Geschichte
Keansburg wurde am 26. März 1917 durch ein Gesetz der Legislative von New Jersey aus Teilen der Middletown Township und der Raritan Township (heute Hazlet) als Gemeinde gegründet, basierend auf den Ergebnissen eines Referendums vom 17. April 1917.

## Demografie
Nach einer Schätzung von 2019 leben in Keansburg 9632 Menschen. Die Bevölkerung teilte sich im selben Jahr auf in 77,5 % Weiße, 12,3 % Afroamerikaner, 0,5 % amerikanische Ureinwohner, 3,3 % Asiaten und 2,7 % mit zwei oder mehr Ethnizitäten. Hispanics oder Latinos aller Ethnien machten 13,2 % der Bevölkerung aus. Das mittlere Haushaltseinkommen lag bei 52.321 US-Dollar und die Armutsquote bei 26,3 %.